# Legenda Korry
Legenda Korry je animovaný televizní seriál a pokračování seriálu Avatar: Legenda o Aangovi. Příběh se odehrává ve světě 70 let po stoleté válce, kdy umírá Avatar Aang a dle Avatarského cyklu se tak do světa rodí nový Avatar – Horkokrevná vládkyně vody Korra.
Legenda Korry se začal vysílat 14. dubna 2012 a bylo vydáno celkem 52 epizod. Podobně jako v Avataru: Legendě o Aangovi je každá série označována jako kniha a každá epizoda jako kapitola. Všech 52 epizod vyšlo v rámci čtyř knih.
Když První kniha: Vzduch obdržela průměrně 3,9 milionu zhlédnutí, obdržela Legenda Kory objednávku na dalších 26 epizod. Seriál se tak vrátil 13. září 2013, kdy se začaly vysílat první dvě epizody Knihy druhé: Duchové. Další kniha, Změna, se začala vysílat 27. června 2014 a měla celkem 13 epizod. Po krátké pauze se začala vysílat čtvrtá kniha, Rovnováha, která měla též 13 epizod a vysílat se začala 3. října 2014.

## Děj
Poté, co byl poražen Pán ohně Ozai, na trůn Národa ohně usedl korunní princ Zuko, který společně s Avatarem zahájil novou éru míru a lásky. Společně zavádějí novou ideu světa, kde společně na jednom místě mohou žít vládci všech národů. Zakládají tak Spojenou republiku národů s hlavním městem Republic City.
Bohužel čas Avatara Aanga na tomto světě se již naplnil, a tak dle Avatarského cyklu se Avatar zrodí do Vodních kmenů, kde se Avatarský duch převtělil do horkokrevné dívky Korry, která je ve svých čtyřech letech schopna vládnout vodě, zemi i ohni. V 16 letech nachází čas, aby se Korra naučila ovládat i vzduch a naučila se i duchovní podstatě Avatara, v tomto úkolu jí má pomoc Aangův syn, Radní Republic City za Vzdušné nomády Tenzin. Ten ovšem za Korrou přiletí jen na jeden den, aby jí oznámil, že její trénink se musí posunout, jelikož Republic City čelí revoluci Rovnoprávných v čele s Amonem, který je odhodlán zbavit svět vládců a jejich údajného útlaku jednou pro vždy.
Korra to ovšem nehodlá nechat jen tak a společně se svým polárním medvědopsem Nagou se vydává do Republic City za Tenzinem, který nakonec svolí, že zde Korra může zůstat. Zde se tak snaží naučit ovládání vzduchu, během čehož se zapojuje i do turnaje Živloboje s týmem Ohnivých fretek a jejími novými přáteli Makem a Bolinem. Zároveň je ale Korra pozvána radním za Vodní kmeny Tarrlokem do jeho speciální jednotky pro boj s Amonem, který ovšem později opouští, aby se mohla soustředit na turnaj v Živloboji. Když je ale Aréna během turnaje napadena Amonem, Korra s přáteli se rozhodnou proti Rovnoprávným zakročit vlastními silami. Tím se ovšem dostává Korra do rozporu s Tarrlokem, který její kamarády zatkne a jí nakonec uvězní.
Poražená Korra Tarrlokem, který využil techniku ovládání krve, se v zajetí v horách za Republic City rozhodne meditovat, aby se spojila s Aangovo duchem a zjistila, co se jí snažil říct. Korra objevuje, že Aang už jednou v Republic City čelil jednomu vládci krve - Yakonovi, který tak ovládal celé podsvětí. Koře tak dochází, že Tarrlok je jeho synem a Aang se jí snažil před ním varovat. Když je její vězení v přítomnosti Tarrloka přepadeno Amonem, vydává se Korra na útěk. Nakonec zjišťuje od Tarrloka, kterého Amon drží v zajetí, že on i Amon jsou syny Yakona, a že Amonova schopnost odebírat moc nad živly pochází z jeho dokonalé schopnosti ovládání krve.
Nakonec tak přichází s finálním plánem, na Amonovo velké show, kde se chystá zbavit svět vládců vzduchu, odhalit jeho tajemství. Tomu se ovšem podaří vše dokonale popřít a vydává se na boj s Korrou a Makem, kdy Korru připraví o její vlády nad živly. V posledním okamžiku, kdy se Amon chystá odebrat schopnosti vládce i Makovi, Korra dokáže ovládnout vzduch a silnými údery odrazí Amona do vody, ten, ve snaze se zachránit, nevědomky odhalí sám sebe jako vládce vody, čímž ztrácí podporu svých následovatelů, kteří chtěli zbavit svět vládců živlů.
V Jižním vodním kmeni se Katara snaží Koře navrátit její schopnosti ovládání živlů, ovšem bezúspěšně. Ve své hluboké depresi, kdy odmítala přijmout, co se jí stalo, se jí podařilo spojit se svým duchovním já, kdy vyvolala ducha Avatara Aanga. Ten jí za pomoci ostatních Avatarů, pomocí ovládání energie, vrátí vládu nad živly a Korra tak poprvé vstupuje vědomě do Avatarského stavu, čímž se z ní stává plně uvědomělý Avatar.
Další tři knihy sledují cestu Korry coby plně uvědomělého Avatara v její snaze udržet rovnováhu světa.